# Jankovics Péter
Jankovics Péter (Dunaújváros, 1978. november 16. –) színész, zeneszerző, rendező.

## Pályafutása
1998 és 2002 között a dunaújvárosi Bartók Kamaraszínházban játszott, majd 2002-től 2004-ig az Új Színház stúdiósa volt. 2004-től a Színház- és Filmművészeti Egyetem bábszínész szakán tanult, ahol 2008-ban szerzett diplomát. 2008-tól  2015-ig a Szputnyik Hajózási Társaság művésze volt. A társulat a Krétakör utáni új időszámításban meghatározó műhelye volt a hazai független színházi életnek, egészen kényszerű megszűnéséig. Nemzetközi sikerüket mutatja, hogy rendszeresen születtek közös előadásaik a Schauspielhaus Graz-cal.  
Jelenleg szabadúszó, 2019-től a Pintér Béla és Társulata új bemutatóiban is látható.   

## Fontosabb színházi szerepei
- A halál kilovagolt Perzsiából (bemutató: 2017. december 13. Trafó)
- A heilbronni Katica (bemutató: 2015. január 17. Szputnyik Hajózási Társaság)
- akezdetvége (bemutató: 2014. október 31. Szputnyik Hajózási Társaság)
- A Kockavető (bemutató: 2010. január 15. Szputnyik Hajózási Társaság)
- A Mikádó (bemutató: 2007. Színház- és Filmművészeti Egyetem) (Ódry Színpad)
- Amerika (bemutató: 2012. szeptember 28. Schauspielhaus Graz - Szputnyik Hajózási Társaság)
- A Mester és Margarita (bemutató: 2010. december 12. Schauspielhaus Graz - Szputnyik Hajózási Társaság)
- Angyalok a tetőn (bemutató: 2003. január 11. Új Színház)
- Antigoné (bemutató: 2011. április 20. Szputnyik Hajózási Társaság)
- Anyaszemefénye (bemutató: 2019. december 21. Újpesti Rendezvénytér - Pintér Béla és Társulata)
- Az Imádkozó (bemutató: 2023. október 1. Újpesti Rendezvénytér - Pintér Béla és Társulata)
- Az óra, amikor semmit sem tudtunk egymásról (bemutató: 2010. október 15. Scauspielhaus Graz - Szputnyik Hajózási Társaság)
- Az ölében én (bemutató: 2017. február 9. MU Színház - TÁP Színház)
- Benne vagy (bemutató: 2019. április 10. Jurányi Produkciós Közösségi Inkubátorház - Neptun Brigád)
- Bérháztörténetek (bemutató: 2008. november 29. Szputnyik Hajózási Társaság)
- Chioggiai csetepaté (bemutató: 1998. november 8. Új Színház)
- Das Ballhaus (bemutató: 2014. március 15. Schauspielhaus Graz - Szputnyik Hajózási Társaság)
- Garázsbanda (bemutató: 2017. szeptember 16. Jurányi Produkciós Közösségi Inkubátorház - DEKK Színház és FÜGE Produkció)
- Idegen test (bemutató: 2024. október 12. Átrium - Pintér Béla és Társulata)
- Karamazov (bemutató: 2012. október 15. FÜGE Produkció)
- Kohlhaas (bemutató: 2015. szeptember 11. Szkéné Színház)
- Koldusopera (bemutató: 2015. március 14. Vígszínház)
- Marshal Fifty-Six (bemutató: 2021. október 16. Újpesti Rendezvénytér - Pintér Béla és Társulata)
- Megfigyelők (bemutató: 2018. november 24. Trafó)
- Mese az igazságtételről avagy A hét szamuráj (bemutató: 2015. október 30. Örkény István Színház)
- Művészet (bemutató: 2020. február 28. Ódry Színpad)
- Özvegy Karnyóné és a két szeleburdiak (bemutató: 1999. Bartók Kamaraszínház és Művészetek Háza)
- Párnaember (bemutató: 2014. január 11. Jurányi Produkciós Közösségi Inkubátorház)
- Roberto Zucco (bemutató: 2003. október 4. Új Színház)
- Rosencrantz és Guildenstern halott (bemutató: 2011. október 22. Szputnyik Hajózási Társaság)
- Szentivánéji álom (bemutató: 2012. január 14. Schauspielhaus Graz - Szputnyik Hajózási Társaság)
- Szeretnek az istenek engem (A helység kalapácsa) (bemutató: 2008. Színház- és Filmművészerti Egyetem)
- Tranzit (bemutató: 2009. október 1. Schauspielhaus Köln - Szputnyik Hajózási Társaság)
- Vérvörös, törtfehér, méregzöld (bemutató: 2020. október 8. Újpesti Rendezvénytér - Pintér Béla és Társulata)

## Rendezései
- Körhinta (MiniTextúra, 2020)
- Vid napja (POSZT - Nyílt Fórum, 2019)
- Léghajó (MiniTextúra, 2018)
- Eddmegleves (Ciróka Bábszínház, 2019)

## Zeneszerzői munkái
- Tiprás (MANNA Produkció, 2021)
- A helyzet ura (Szentendrei Teátrum - Nyílt Fórum, 2020)
- Eddmegleves (Ciróka Bábszínház, 2019)
- Garázsbanda (Jurányi Produkciós Közösségi Inkubátorház, 2017)

## Filmjei
- Einstein mega Shotgun (szín., magyar vígj., 2003) színész
- Illúziók (szín., magyar filmdráma, 2009) színész
- Sötét kamra (rövidfilm, 2015) színész
- Laci (rövidfilm, 2016) színész
- L.U.F.I. (rövidfilm, 2016) színész
- Kút (szín., magyar játékfilm, 2016) színész
- Képtelenség (rövidfilm, 2017) színész
- A hentes, a kurva és a félszemű (magyar filmdráma, 2018) színész
- The Field Guide to Evil (horror, 2018) színész
- Vácz Irén dögölj meg! (rövidfilm, 2019) színész
- Farkasok (rövidfilm, 2019) színész
- Tiger (rövidfilm, 2021) színész

## TV
- Hunyadi (2025)
- Cella – Letöltendő élet
- A besúgó
- Doktor Balaton
- Jófiúk
- Terápia
- Munkaügyek
- Utolsó órák
- X Company
- Strike Back
- Treadstone
- Magyarosaurus – Báró Nopcsa Ferenc nyomában
- Hunters
- Condor
- Baptiste
- Halo
- FBI: International

## Hangoskönyvek
- Isaac Asimov: Robotálom (részlet, PIM)
- Frank Herbert: Dűne (részlet, PIM)
- Ray Bradbury: Fahrenheit 451 (részlet, PIM)
- Garaczi László: Nincs alvás (DIA Hangoskönyvek)
- Kiss Balázs Kunó: Köcsög és kacsa (Voiz Hangoskönyvtár)
- Zágoni Balázs: A gömb (Voiz Hangoskönyvtár)
- Orbán Gábor: A Viszkis és én (Voiz Hangoskönyvtár)
- Kiss Balázs Kunó: Semmit és azt könnyedén (Voiz Hangoskönyvtár)
- Bolya Imre: Karizma - 12+1 Inspiráló előadó, 12+1 Tanulható stratégia (Voiz Hangoskönyvtár)